# Chen Cuiting
Chen Cuiting (Changsha, Hunan, China, 15 de junio de 1971) es una gimnasta artística china, medallista de bronce del mundo en 1989 en el concurso por equipos.

## 1989
En el Mundial celebrado en Stuttgart (Alemania) consigue el bronce en equipo, tras la Unión Soviética (oro) y Rumania (plata), siendo sus compañeras de equipo: Di Fan, Yang Bo, Li Yan, Wang Wenjing y Ma Ying.